# Curdistão iraniano
O Curdistão iraniano (em curdo: کوردستانی ئێران; romaniz.: Kurdistani Iran) é um nome não oficial para os territórios do Irã habitados por curdos e com fronteiras com o Iraque e a Turquia.  A região é a parte oriental de uma zona geográfica maior denominada Curdistão e é conhecida como Curdistão Oriental por alguns.

## Geografia

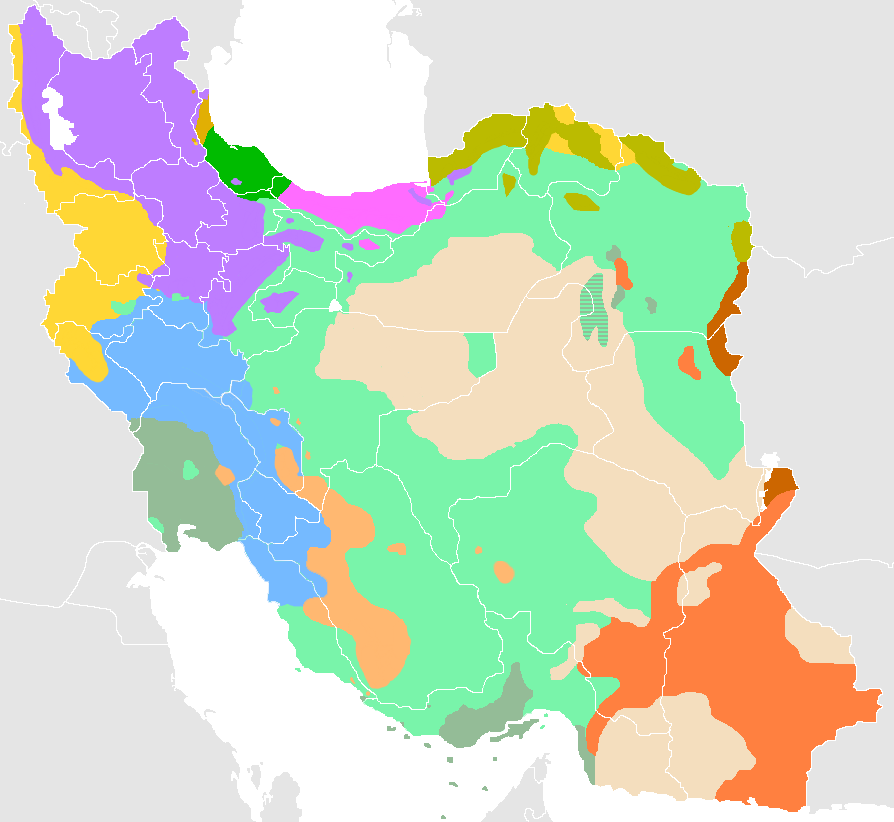
Em amarelo o Curdistão iraniano

O Curdistão iraniano não deve ser confundido com a província do Curdistão, que abrange apenas um oitavo das áreas habitadas por curdos no Irã. Ele inclui também a maior parte das províncias do Azerbaijão Ocidental, Província de Quermanxá e Província de Ilão.
É digno de nota, que são estimados de 6 a 7 milhões de curdos iranianos, sendo estes principalmente sunitas, e cerca de 1 milhão e meio xiitas, principalmente em Quermanxá. Também é notável que os xiitas de Quermanxá não têm nenhum interesse em autonomia.

## História
Os curdos constituem aproximadamente 7% da população total do Irã. Alguns curdos iranianos têm resistido aos esforços do governo iraniano, tanto antes quanto depois da revolução de 1979, para assimilá-los na vida nacional. Junto com os curdos de regiões no Iraque e na Turquia, há movimentos separatistas que apoiam a ideia de se estabelecer um estado independente curdo.
No século XVII, um grande número de curdos foi deportado pelo xá Abas I da Pérsia para Coração no Irã oriental e por meio da força foram assentados nas cidades de Cuchã e Birjande. Os curdos de Coração, cerca de 700 mil, ainda usam o dialeto curdo curmânji. 
Durante os séculos XIX e XX, sucessivos governos iranianos sufocaram revoltas curdas comandadas por figuras notáveis curdas, tais como o xeque Ubaide Alá (contra a dinastia Cajar em 1880) e Simko (contra a dinastia Pálavi na década de 1920).

### Século XX
De 1946 a 1947, em parte do Curdistão iraniano, se estabeleceu uma república autônoma efêmera denominada República de Mahabad, conhecida oficialmente como República do Curdistão, que buscava autonomia curda dentro dos limites do Estado iraniano. A capital era a cidade de Mahabad, no noroeste do Irã. Abrangeu apenas um território pequeno, inclusive Mahabad, e as cidades de mercado de Piranxar, Sardaste, Bucã, Nacada e Usnavia. A fundação deste estado socialista e sua consequente extinção tornou-se parte da crise do Irã durante as fases de abertura da Guerra Fria.
Após o golpe militar de 1953, Mohammad Reza Pahlavi se tornou mais autocrático e suprimiu a maior parte da oposição, inclusive as minorias étnicas, como os curdos. Ele também proibiu qualquer tipo de ensino em língua curda.
Lutas intensas ocorreram entre os curdos e o estado iraniano entre 1979 e 1982. Em agosto de 1979, Ruhollah Khomeini declarou uma "guerra santa" contra os curdos. Uma fotografia de um pelotão de fuzilamento da Guarda Revolucionária executando prisioneiros curdos próximo a Sanandaj ganhou fama internacional e venceu o Prêmio Pulitzer em 1980. O Corpo de Guarda da Revolução Islâmica atacou as regiões curdas para restabelecer o controle do governo iraniano; como resultado, cerca de dez mil curdos foram mortos. Desde 1983, o governo iraniano mantém o controle sobre todas as áreas habitadas pelos curdos.

### Atualmente
No Irã, os curdos expressam sua identidade cultural livremente, mas os direitos de governo e autoadministração são negados. Da mesma forma, membros de qualquer partido político não governamental no Curdistão iraniano podem sofrer com perseguições, aprisionamento ou até mesmo a morte. Muitos ativistas de direitos humanos curdos têm sido ameaçados pelas autoridades iranianas por causa de seu trabalho.
Após a morte do ativista e opositor curdo Shivan Qaderi e de dois outros homens curdos pelas forças de segurança iranianas em Mahabad em julho de 2005, seis semanas de tumultos e protestos ocorreram nas cidades e vilas curdas por todo o Curdistão Oriental. Uma grande quantidade de pessoas foi morta ou ferida, e outros tantos foram presos sem acusação. As autoridades iranianas também fecharam vários dos principais jornais curdos e prenderam editores e repórteres. Entre estes, estava Roya Toloui, uma ativista feminista e chefe do jornal Rasan ("Despertar") em Sanandaje. Ela foi torturada por dois meses por suposto envolvimento na organização de protestos pacíficos por toda a província do Curdistão.[carece de fontes?]
Estima-se que em 2016, o governo iraniano tenha executado 30 pessoas por razões políticas e de segurança, sendo 27 delas curdos.

## Ver Também
- Partido Democrático do Curdistão Iraniano
- Partido da Vida Livre do Curdistão
- Curdistão iraquiano
- Curdistão turco
- Curdistão sírio